# Baeotis zonata
Baeotis zonata is een vlindersoort uit de familie van de prachtvlinders (Riodinidae), onderfamilie Riodininae.
Baeotis zonata werd in 1869 beschreven door R. Felder.